# Varennes-sur-Fouzon
Varennes-sur-Fouzon település Franciaországban, Indre megyében. Lakosainak száma 665 fő (2018. január 1.).

## Népesség
A település népessége az elmúlt években az alábbi módon változott:
| Lakosok száma | 813  | 816  | 679  | 629  | 663  | 710  | 709  | 705  | 678  | 665  |
|               | 1962 | 1968 | 1982 | 1990 | 1999 | 2008 | 2013 | 2015 | 2017 | 2018 |